# Paradelia manni
Paradelia manni är en tvåvingeart som beskrevs av Verner Michelsen 2007. Paradelia manni ingår i släktet Paradelia och familjen blomsterflugor.
Artens utbredningsområde är Pakistan. Inga underarter finns listade i Catalogue of Life.